# Partido Comunista de los Pueblos de España
El Partido Comunista de los Pueblos de España (PCPE) es un partido político español de ideología marxista-leninista fundado durante un congreso que tuvo lugar entre el 13 y el 15 de enero de 1984 por diversas organizaciones escindidas del Partido Comunista de España. Participa en frentes que han conseguido representación en diversos ayuntamientos como Aguilar de la Frontera (Córdoba), Castejón (Navarra) o Torrelavega (Cantabria).

## Historia

### Fundación
Tras la crisis abierta en el seno del Partido Comunista de España (PCE) tras el fracaso electoral en las elecciones generales de 1982, el sector prosoviético del PCE, liderado por Ignacio Gallego, promovió la celebración de un Congreso de Unidad de los Comunistas. Gallego, expulsado a finales de 1983 del PCE, fue elegido secretario general del nuevo Partido Comunista (PC), nacido de este congreso que tuvo lugar en Madrid entre el 13 y el 15 de enero de 1984. En él participaron, además del sector prosoviético escindido del PCE, el Partido de los Comunistas de Cataluña, el Partido Comunista de España Unificado, el Movimiento para la Recuperación del PCE, el Movimiento para la Reconstrucción y Unificación del PCE, y las Células Comunistas. El nuevo PC (denominado coloquialmente para diferenciarlo del PCE como pe cé punto) nació con unos 10 000 militantes y fue reconocido por el Partido Comunista de la Unión Soviética y los partidos comunistas de los países del Pacto de Varsovia. Entre los 101 miembros del comité central que fueron elegidos por el congreso se encontraban el bailarín Antonio Gades; sindicalistas como Fidel Alonso o Francisco García Salve; algunos diputados al Parlamento de Cataluña, como Juan Ramos Camarero, Celestino Sánchez Ramos o Pere Ardiaca; el exdiputado por Canarias Fernando Sagaseta; la que fuera destacada militante primero del PCE y luego de la ORT, Juana Doña, y dirigentes del consejo confederal de CC.OO. como Alfredo Clemente, Alfredo Conte y Manuel Guerra Lobo.[cita requerida]. En 1984 se integraron en el Partido Comunista de los Pueblos de España los partidos políticos Partido Comunista de los Trabajadores y Partido Comunista de España Unificado y se autodisolvieron definitivamente.
Este proceso fue posterior al vivido en el seno del Partido Socialista Unificado de Cataluña (referente del PCE en Cataluña) en 1981 y que se saldó con la expulsión del sector prosoviético encabezado por Pere Ardiaca y la fundación del Partido de los Comunistas de Cataluña (PCC). Entre 1984 y 1986 el PCC sería el referente catalán del PC, separándose finalmente por divergencias políticas y tácticas. En enero de 1986, tras una pugna judicial con el PCE, el PC se vio obligado a cambiar su denominación por la de Partido Comunista de los Pueblos de España (PCPE).

### Fundación de IU y desvinculación
En abril de 1986 el PCPE tomó parte en la fundación de Izquierda Unida (IU), participando en sus listas electorales en los comicios generales de ese año excepto en Madrid, donde el secretario regional, José Antonio Moral Santín, se desvinculó del Comité Central del PCPE porque se había excluido a la Mesa para la Unidad de los Comunistas comandada por Santiago Carrillo. En las elecciones generales de 1986 el entonces secretario general del PCPE Ignacio Gallego fue elegido diputado por Málaga como cabeza de lista de IU.
La alianza se reeditó en las elecciones municipales, autonómicas y europeas de 1987 y, a finales de 1988, comenzaba a tomar fuerza una fracción interna en el PCPE que reivindicaba el reingreso en el PCE. En septiembre de ese mismo año fueron expulsados 15 de los 25 miembros del Comité Regional de Madrid y en noviembre Ignacio Gallego fue destituido del cargo de secretario general del PCPE por haberse mostrado favorable a un proceso de reintegración en el PCE. En enero de 1989 se celebró un Congreso Extraordinario en el que el sector de Gallego se reincorporó al PCE junto a 8000 militantes, 48 miembros del Comité Central y la mayoría de cargos públicos del Partido. Con todo, en el PCPE se quedó el sector encabezado por Juan Ramos Camarero, nuevo secretario general, que abandonó IU.
Esta época supuso también un clima de crisis y disolución de los países socialistas de Europa Oriental y de la Unión Soviética, por lo que el PCPE fue perdiendo progresivamente todo el apoyo político que tenía en el exterior.[cita requerida] Supuso el inicio de una época donde el objetivo prioritario era mantener la organización marxista-leninista, como instrumento y herramienta válida para la lucha de clases del proletariado, aún sin poder tener iniciativa y ofensiva política. Hubo varias intentonas liquidacionistas en el seno del PCPE que dejaron a la organización seriamente debilitada.[cita requerida]
En 1994 el PCPE sufriría una nueva ruptura al perder el apoyo que tenía del PCC, que actuaba como su representante en Cataluña y que fue una de las organizaciones fundadoras del proyecto del partido. A raíz de esto numerosos militantes del PCC que permanecieron leales al PCPE, como el destacado sindicalista Quim Boix, fundaron el Partit Comunista del Poble de Catalunya (PCPC).

### Consolidación del PCPE

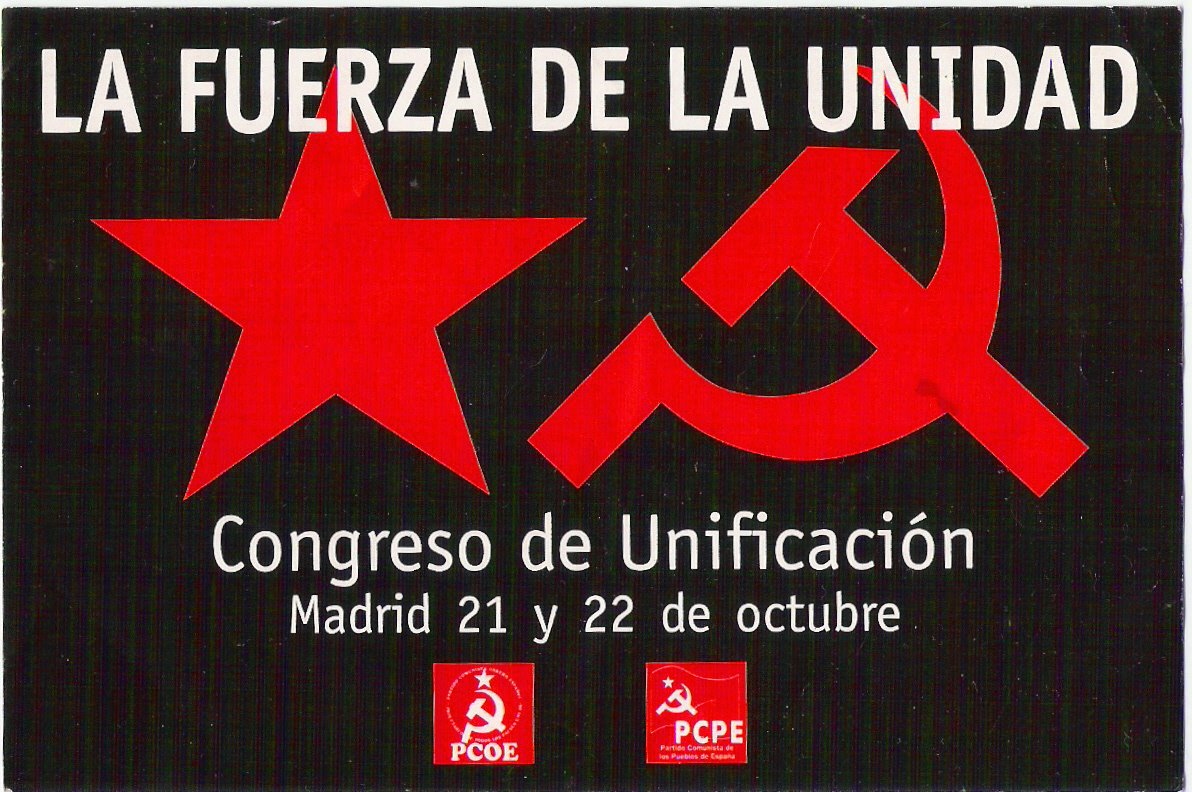
Cartel del Congreso de Unificación entre el PCPE y el PCOE, celebrado en el año 2000 en Madrid.

En el año 2000 se celebró en Madrid el Congreso de Unificación de los Comunistas entre el PCPE y el Partido Comunista Obrero Español (PCOE), fundado por Enrique Líster en 1973, que en la práctica supuso la integración del segundo en el primero, aunque una pequeña parte del PCOE rechazó la fusión. En el VII Congreso Extraordinario del PCPE celebrado en 2002 fue elegida una nueva dirección, encabezada por un nuevo secretario general, Carmelo Suárez, de destacada trayectoria política y sindical en Canarias.
En las elecciones municipales del 27 de mayo de 2007 el PCPE obtuvo 16 concejales en Andalucía, bajo las siglas electorales de Unidad Popular Andaluza (UPAN). En diciembre de 2010 se celebró en Madrid el IX Congreso del PCPE, que contó con más de un centenar de delegados de todas las organizaciones de base y una veintena de delegaciones extranjeras. En él se acordó una política de alianzas basadas en la construcción de un "Frente Obrero y Popular por el Socialismo" (FOPS), que sustituía al llamado "Frente de Izquierdas", haciendo hincapié en que la única salida para la crisis del capitalismo, según el Partido, es la proclamación de una república socialista en España, con procesos de autodeterminación para las naciones y pueblos que así lo deseen.[cita requerida] En las elecciones generales de marzo de 2008 el PCPE obtuvo 20 030 votos (0,08 %), mejorando sus resultados con respecto a las anteriores elecciones generales (en los que había conseguido 12 979 votos) y cosechando sus mejores resultados en las circunscripciones de Álava, Barcelona, Cádiz, Asturias, Las Palmas de Gran Canaria, Cantabria, Tarragona y Vizcaya.
En los siguientes años el PCPE aumentó sus relaciones internacionales con diferentes partidos y organizaciones comunistas del mundo, especialmente de Europa, donde participó en la "Festa do Avante" de 2008, organizada por el Partido Comunista Portugués (PCP), con una edición íntegramente en portugués de su órgano de expresión, Unidad y Lucha, así como la participación en el 90.º aniversario del Partido Comunista de Grecia (KKE) y en el 40.º aniversario de la Juventud Comunista Griega (KNE). También participó durante 2008 en los congresos de diferentes partidos comunistas y sindicatos en India, divididos por las interpretaciones del comunismo, a través del entonces responsable de relaciones internacionales Quim Boix.
El 11 de mayo de 2009 Carmelo Suárez participó en Atenas, como secretario general del PCPE, en la presentación de un documento conjunto de 21 partidos comunistas de la Unión Europea ante las elecciones del 7 de junio al Parlamento Europeo, a las que el PCPE se presentaba en solitario.
De cara a las elecciones autonómicas y municipales de 2011 el Partido Comunista del Pueblo Andaluz (PCPA-PCPE) se presentó en el municipio cordobés de Aguilar de la Frontera bajo las siglas de Unidad Popular de Aguilar (UPOA), donde obtuvo 4 concejales - siendo la segunda fuerza más votada tras el PSOE. En la localidad navarra de Castejón, el PCPE se presentó en la coalición Unidad Popular Socialista Castejonera (UPSC-KHBS), que obtuvo un concejal. En solitario, y bajo sus propias siglas, el PCPE consiguió un concejal en la localidad asturiana de Degaña. En las elecciones generales de 2011 se presentó en 28 circunscripciones, con el lema «Todo para la clase obrera».[cita requerida]
Para las elecciones autonómicas que se celebraron el 25 de marzo de 2012 en Asturias y Andalucía, el PCPE también concurrió. En esta ocasión, se presentaron por primera vez en más de dos décadas en todas las provincias andaluzas, gracias a la creación poco antes de los comicios de una célula del PCPE en Almería.[cita requerida] En las elecciones autonómicas gallegas del 21 de octubre de 2012 el PCPE concurrió, junto al colectivo comunista Forxa en una misma candidatura, que tomaba el nombre de Comunistas da Galiza.[cita requerida] Para las elecciones al Parlamento Vasco, sin embargo, Euskal Komunistak-PCPE sólo presentó candidatura en la provincia de Vizcaya, con el apoyo y participación de la organización juvenil Gazte Komunisten Batasuna (GKB), una escisión de Gazte Komunistak (las juventudes del PCE-EPK).

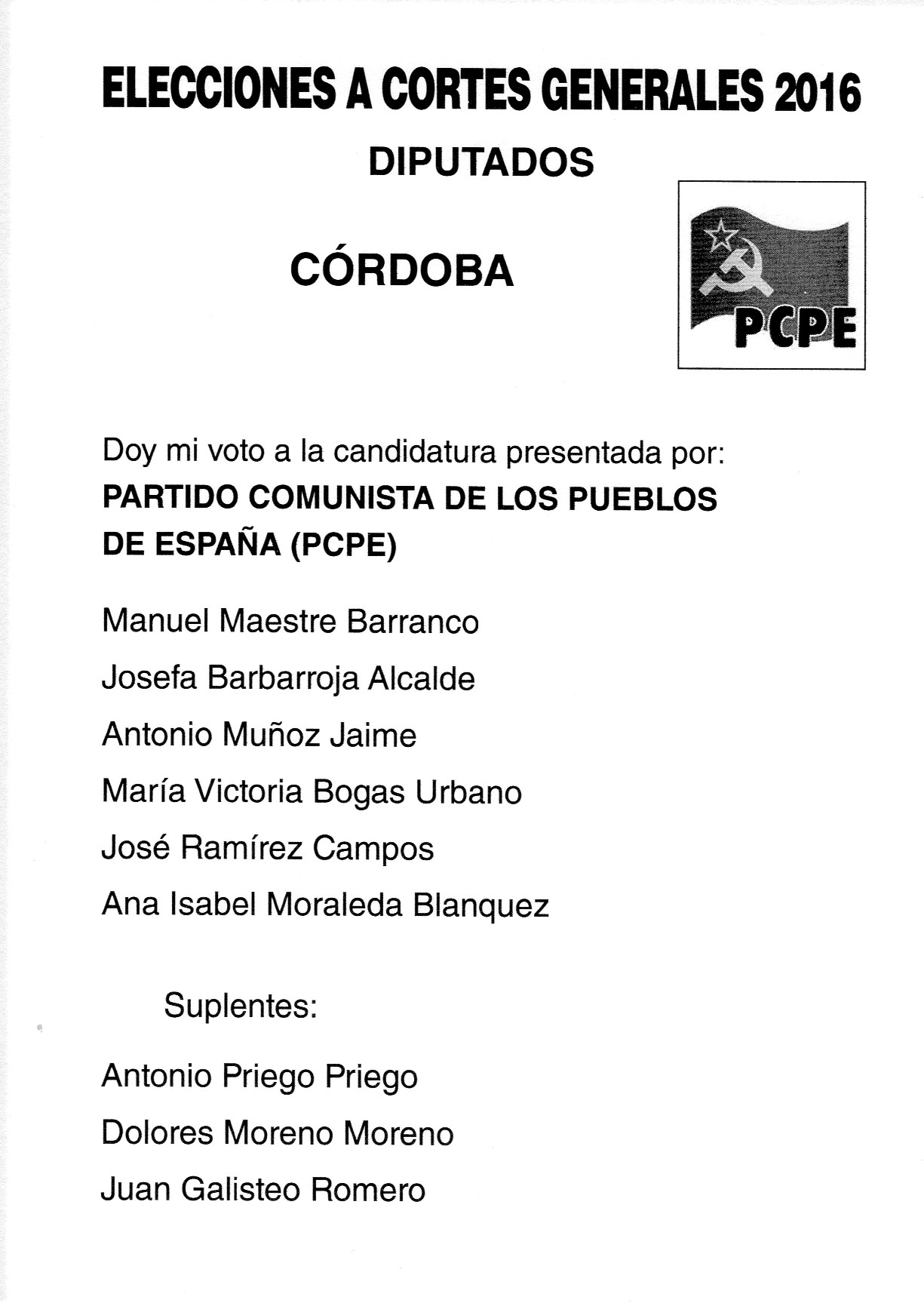
Papeleta electoral del PCPE en la provincia de Córdoba para las elecciones al Congreso de 2016.

Tras varios procesos de unidad, que culminaron con la integración del Partido Revolucionario de los Comunistas Canarios (PRCC) en febrero de 2012, Unión Proletaria (UP) en septiembre de 2011, y una escisión de la UJCE madrileña llamada Unión de Jóvenes Comunistas-Madrid (UJC-M) a finales de 2012, se produjeron sendas escisiones de militantes provenientes de UP y UJC-M, así como otras en Cataluña y Castilla-La Mancha, disconformes con este proceso.
En las elecciones municipales de 2015 el PCPE volvió a obtener representación en Degaña, esta vez con dos concejales, siendo la tercera fuerza del municipio solo por detrás del PSOE e IU. En Aguilar de la Frontera (Córdoba), la coalición en la que participó el PCPA-PCPE obtuvo tres concejales, revalidando, aunque con una concejalía menos, su condición de segunda fuerza del municipio.

### Cisma en el seno del PCPE
En abril de 2017, tras la sesión del V Pleno del Comité Central del PCPE, disputas internas provocaron la división del partido. Una parte del Comité Central proclamó a Ástor García como nuevo secretario general del PCPE, en sustitución del veterano Carmelo Suárez —en el cargo desde 2002— quien a su vez fue respaldado en su cargo de secretario general por la mayoría del Comité Central. El grupo partidario de Ástor García creó una nueva página web donde también aparecían entonces las siglas del PCPE, explicando dicho nombramiento, mientras que en la web del otro sector se denunció el nombramiento de García como un "acto fraccional".

#### Disputa de las siglas por ambos sectores
Durante este tiempo en que ambos sectores reivindicaban su legitimidad sobre las siglas del PCPE, a nivel internacional, el sector de Carmelo Suárez mantuvo encuentros y participó en actividades con el Partido Comunista de Cuba (PCC), el Partido Comunista de Venezuela, el Partido del Trabajo de Corea (PTC) y el Partido Comunista de Vietnam, en tanto que el sector de Ástor García realizó actos similares con el Partido Comunista de México, el Partido Comunista de Grecia (KKE), el Partido del Trabajo de Austria, el Partido Comunista de Italia y el Partido Comunista de Turquía.
La representación en la Iniciativa de Partidos Comunistas y Obreros la mantuvo el sector de Ástor García, mientras que en el Encuentro Internacional de Partidos Comunistas y Obreros participaron ambos sectores, colaborando el sector de Carmelo Suárez en el Grupo de Trabajo encargado de coordinar los encuentros, en la reunión que sostuvo los días 21 y 22 de abril de 2017.
A nivel interno la dirección de los Colectivos de Jóvenes Comunistas (CJC) dio su apoyo a Ástor García, por lo que el sector de Carmelo Suárez convocó el 13 de mayo en Madrid una reunión para reorganizar a la parte de los CJC que no siguió a su dirección, constituyéndose bajo el nombre de "Juventud del PCPE". En cuanto a la presencia en los diferentes territorios de España hubo pronunciamientos y comunicados tanto de militantes del PCPE como de organizaciones territoriales en defensa del sector de Astor García, entre ellos los de Euskal Herria, Asturias, Cantabria, Galicia, Madrid, Islas Baleares, Islas Canarias, Castilla y León y parte de Cataluña. Mediante la convocatoria de una Conferencia Central el sector de García celebró un XI Congreso Extraordinario que fue celebrado en noviembre de 2017 bajo el lema "Por un país para la clase obrera, fortalezcamos el PCPE".

#### Resolución del conflicto
Finalmente, el 3 de marzo de 2019 se resuelve por la vía legal la duplicidad de siglas. El sector encabezado por Ástor García adopta un nuevo nombre, Partido Comunista de los Trabajadores de España (PCTE), según la previsión dispuesta en su XI Congreso Extraordinario, manteniendo a los Colectivos de Jóvenes Comunistas (CJC) como su organización juvenil.
Su organización juvenil realiza el 14 de abril de 2017 su I Conferencia en Vallecas (Madrid). En ella se adopta un nuevo logotipo y la denominación de Juventud Comunista de los Pueblos de España (JCPE). Hasta entonces habían utilizado el nombre de “Juventud del Partido Comunista de los Pueblos de España” (J-PCPE).

## Publicaciones
El órgano de expresión del PCPE es el periódico Unidad y Lucha, publicando asimismo la revista política Propuesta Comunista.
La Revista Comunista Internacional (RCI) fue uno de los principales campos de batalla entre el sector de Carmelo Suárez y el Partido Comunista de Grecia (KKE) en los meses previos a la división del PCPE. La polémica se dio con un artículo titulado "Lecciones de Octubre: el PCPE en el centenario de la revolución de Octubre" que escribió el responsable del Área Ideológica del PCPE, Alexis Dorta, y que recibió la acusación del KKE de poseer desviaciones ideológicas en numerosas reuniones del Consejo de Redacción, ante lo que el PCPE decidió retirarlo. Al día siguiente de que el KKE hiciera pública su acusación, el sector de Carmelo Suárez publicó el artículo en cuestión tanto en su web como en la del periódico Unidad y Lucha, lo que fue seguido por la publicación por parte del KKE de un artículo con las observaciones y acusaciones concretas al artículo de Dorta. Por último, el sector de Carmelo Suárez publicó una defensa ante las acusaciones del KKE. Actualmente en la web de la RCI aparece referenciado el periódico Nuevo Rumbo, del Partido Comunista de los Trabajadores de España.

## Frente Obrero y Popular por el Socialismo (FOPS)
El Frente Obrero y Popular por el Socialismo (FOPS) es la política de alianzas social del PCPE, sustituye al "Frente de Izquierdas" desde el IX Congreso del PCPE, celebrado en 2010. Esta política de expresa a través de la alianza de las expresiones organizativas de la clase obrera y los sectores populares:
- Comités para la Unidad Obrera (CUO), la apuesta organizativa para el movimiento obrero.[64]
- Los Comités Populares y los Centros Obreros y Populares, para el movimiento barrial y vecinal.
- El Frente Antiimperialista Internacionalista, para el movimiento antiimperialista.
- La Fundación Obrera de Investigación y Cultura, para el ámbito cultural.
- Diversas organizaciones de feministas de clase, para el movimiento feminista.
- Diversas organizaciones estudiantiles, para el movimiento estudiantil.

## Resultados electorales
| Elecciones y fecha                           | Votos   | %    | Representantes                         |
| -------------------------------------------- | ------- | ---- | -------------------------------------- |
| Congreso de los Diputados, junio de 1986     | 935 504 | 4,63 | 1 diputado (dentro de Izquierda Unida) |
| Parlamento Europeo, junio de 1989            | 79 970  | 0,50 | -                                      |
| Congreso de los Diputados, octubre de 1989   | 62 664  | 0,31 | -                                      |
| Municipales, mayo de 1991                    | 6488    | 0,03 | 17 concejales                          |
| Congreso de los Diputados, junio de 1993     | 10 233  | 0,04 | -                                      |
| Parlamento europeo, junio de 1994            | 29 692  | 0,16 | -                                      |
| Municipales, mayo de 1995                    | 4633    | 0,02 | 7 concejales                           |
| Congreso de los Diputados, marzo de 1996     | 14 513  | 0,06 | -                                      |
| Parlamento Europeo, junio de 1999            | 26 189  | 0,12 | -                                      |
| Congreso de los Diputados, marzo de 2000     | 12 898  | 0,06 | -                                      |
| Congreso de los Diputados, marzo de 2004     | 12 979  | 0,05 | -                                      |
| Parlamento Europeo, junio de 2004            | 4281    | 0,03 | -                                      |
| Municipales, mayo de 2007                    | 21 634  | -    | 16 concejales                          |
| Congreso de los Diputados, marzo de 2008     | 20 030  | 0,08 | -                                      |
| Parlamento Europeo, junio de 2009            | 15 221  | 0,10 | -                                      |
| Municipales, mayo de 2011                    | -       | -    | 6 concejales                           |
| Congreso de los Diputados, noviembre de 2011 | 26 436  | 0,10 | -                                      |
| Parlamento Europeo, mayo de 2014             | 29 324  | 0,18 | -                                      |
| Parlamento de Andalucía, marzo de 2015       | 3490    | 0,09 | -                                      |
| Municipales, mayo de 2015                    | 16 844  | 0,07 | 8 concejales                           |
| Autonómicas, mayo de 2015                    | 13 820  | -    | -                                      |
| Cabildos Insulares, mayo de 2015             | 943     | 0,25 | -                                      |
| Juntas Generales de Vizcaya, mayo de 2015    | 515     | 0,09 | -                                      |
| Congreso de los Diputados, diciembre de 2015 | 30 897  | 0,12 | -                                      |
| Congreso de los Diputados, junio de 2016     | 26 553  | 0,11 | -                                      |
| Andaluzas 2018                               | 6592    | 0,18 | -                                      |
| Valencianas de 2019                          | 4441    | 0,17 | -                                      |
| Congreso de los Diputados, abril de 2019     | 8991    | -    | -                                      |
| Parlamento Europeo, mayo de 2019             | 29 259  | 0,13 | -                                      |

1. ↑  Se presentó solamente en 28 provincias por la nueva ley electoral, no admitiéndose la candidatura en Barcelona (bajo las siglas del PCPC) alegando irregularidades en las firmas recogidas para avalar las candidaturas.

## Secretarios generales
| Período    | Secretario general  |
| ---------- | ------------------- |
| 1984-1988  | Ignacio Gallego     |
| 1988-2002  | Juan Ramos Camarero |
| 2002-2020  | Carmelo Suárez      |
| Desde 2020 | Julio Díaz          |

## Estructura territorial
El PCPE tiene presencia en prácticamente toda España, exceptuando las ciudades autónomas de Ceuta y Melilla y la comunidad autónoma de La Rioja. En algunos territorios, su nombre cambia o se denomina en la lengua propia del territorio. En esta tabla se muestran las denominaciones territoriales del PCPE:
| Territorio           | Organización territorial                |
| -------------------- | --------------------------------------- |
| Andalucía            | Partido Comunista del Pueblo Andaluz    |
| Aragón               | PCPE Aragón                             |
| Asturias             | PCPE Asturies                           |
| Islas Baleares       | PCPE Islas Baleares                     |
| Canarias             | Partido Comunista del Pueblo Canario    |
| Cantabria            | PCPE Cantabria                          |
| Castilla-La Mancha   | PCPE Castilla-La Mancha                 |
| Castilla y León      | PCPE Castilla y León                    |
| Cataluña             | Representado por el PCPC                |
| Comunidad de Madrid  | PCPE Madrid                             |
| Comunidad Valenciana | PCPE País Valencià                      |
| Extremadura          | PCPE Extremadura                        |
| Galicia              | Comunistas da Galiza-PCPE               |
| Navarra              | Euskal Herriko Partidu Komunista (EHPK) |
| País Vasco           | Euskal Herriko Partidu Komunista (EHPK) |
| Región de Murcia     | PCPE Región de Murcia                   |

Cabe mencionar que, tras la expulsión en 2010 del grueso de militantes del Partido Comunista del Pueblo Castellano (PCPC), que funcionaba como organización del PCPE en Valladolid, Segovia y algunos puntos de la provincia de Palencia, el PCPE en Castilla y León hubo de reestructurarse. Los militantes expulsados conformaron la organización Comunistas de Castilla, continuando la estela del PCPC pero más orientada al castellanismo, y que en un principio formó parte de la coalición independentista Izquierda Castellana. No obstante, en la provincia de León el PCPE nunca alteró sus siglas.
Con respecto a Cataluña, entre 1984 y 1994 el referente del PCPE fue el Partido de los Comunistas de Cataluña (PCC). En 1994 se fundó el Partit Comunista del Poble de Catalunya (PCPC) como una escisión de este, siendo el nuevo referente del PCPE en tierras catalanas. Alineado al sector de Carmelo Suárez, tras la declaración unilateral de independencia de Cataluña de 2017 reconoció la República Catalana, estructurándose como partido en ese nuevo marco y cambiando, por tanto, el proyecto de República Socialista de carácter confederal que compartía con el PCPE por el de la "República Socialista Catalana". Por su parte, el sector fraccional posicionado con Ástor García decidió liquidar al PCPC como partido y adoptar la denominación de "Comunistes Catalans-PCPE" (actualmente Partit Comunista dels Treballadors de Catalunya, PCTC).
En Galicia el referente del PCPE hasta 2008 fue el Partido Comunista do Povo Galego (PCPG), que tras desvincularse del PCPE fue aproximándose al nacionalismo gallego (participando en coaliciones galleguistas como Alternativa Canguesa de Esquerdas) y, más concretamente, al Bloque Nacionalista Galego (BNG), participando en sus candidaturas electorales en 2016. Los militantes que permanecieron leales al Comité Central del PCPE en Galicia pasaron a adoptar la denominación actual de "Comunistas da Galiza-PCPE". El sector leal a Ástor García, tras su refundación como PCTE, pasaron a llamarse Partido Comunista dos Traballadores da Galiza (PCTG).

## Personalidades destacadas
- Ignacio Gallego (Siles, 1914-1990) Técnico industrial, miliciano obrero durante la Guerra Civil, sindicalista andaluz, fundador y secretario general del PCPE.
- Juan Ramos Camarero (Íllora, 1944-2011) Electricista montador y secretario general del PCPE.
- Carmelo Suárez (Las Palmas de Gran Canaria, 1949) Arquitecto, sindicalista canario, creador de la Fundación Obrera de Investigación y Cultura y secretario general del PCPE.
- Juan Ambou (Lérida, 1910 - 2006) Miliciano obrero catalán y miembro honorífico del Comité Central del PCPE hasta su fallecimiento.
- Antonio Gades (Elda, 1936 - 2004) Bailaor, coreógrafo, actor alicantino, y miembro del Comité Central del PCPE hasta su muerte.
- Quim Boix (Barcelona, 1945) Ingeniero y sindicalista catalán, miembro del Comité Central del PCPE y de la dirección de la Federación Sindical Mundial.
- Pepa Flores (Málaga, 1948) conocida artísticamente como Marisol', cantante y actriz malagueña de larga trayectoria.
- Fernando Sagaseta (Las Palmas de Gran Canaria, 1927 - 1993) Abogado y ajedrecista canario, miembro del Comité Central y del Comité Ejecutivo del PCPE.
- Agustín Millares Sall (Las Palmas de Gran Canaria, 1917-1989) Poeta social canario.
- Francisco García Salve (Farlete, 1930-2016) conocido como Paco el Cura, sacerdote jesuita y sindicalista aragonés, miembro del Comité Central del PCPE.
- Juana Doña (Madrid, 1918-2003) Feminista, sindicalista y escritora, fue miembro del Comité Central del PCPE.
- Juan Carlos Rodríguez (Vitoria, 1942-Granada, 2016) Filólogo, catedrático y pensador marxista español.
- Jaime Ballesteros (Granada, 1932-2015) Abogado andaluz y sobreviviente de la represión franquista.
- Alejandro Cao de Benós (Tarragona, 1974) político hispano-norcoreano, fue miembro de los Colectivos de Jóvenes Comunistas a principios de la década de 1990, representante occidental de Corea del Norte y fundador de la Asociación de Amistad con Corea.
- Alexis Castillo (Colombia, 1988-Dombás, 2022), militar de origen colombiano, residente en España desde los 16 años, tiempo en el que militó en el PCPE antes de participar en el conflicto de Ucrania y morir en combate en defensa de la población del Dombás.[71]